# Stacia Napierkowska
Stacia Napierkowska, all'anagrafe Renée Claire Angèle Élisabeth Napierkowski (Parigi, 16 settembre 1891 – Parigi, 11 maggio 1945), è stata un'attrice cinematografica e danzatrice francese.

## Biografia
Nasce a Parigi in rue de la Seine, ma all'età di soli due mesi la sua famiglie si trasferisce a Scutari dove suo padre, figlio di esuli polacchi stabilitisi in Francia nel 1863, era stato inviato nel 1894 dal governo francese per dirigere la locale Accademia di Belle Arti. L'ambiente esotico in cui la bambina cresce condizionerà in modo determinante la sua inclinazione artistica, ispirandole due grandi passioni quali l'Oriente e la danza, per la quale muove i primi passi durante alcune visite fatte con la madre agli harem della città.

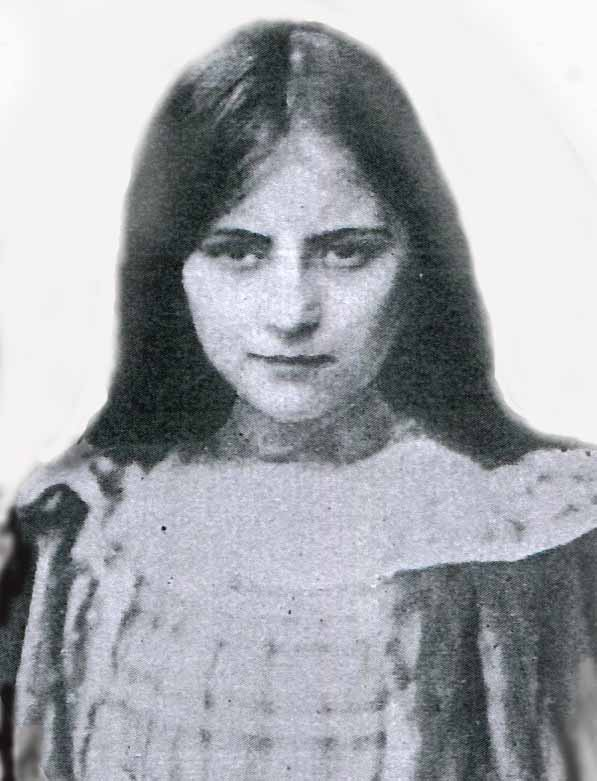
Stacia Napierkowska bambina di 9 anni, quando viveva a Scutari in Turchia

### Esordi e primi successi
Nel 1905, la famiglia rientra definitivamente in Francia e dopo aver frequentato una scuola d'arte, diventa modella di pittori, che la incoraggiano ad iscriversi al Conservatorio. Lei sceglie invece di entrare alla scuola di ballo dell'Opera. Ma, insofferente della rigida disciplina scolastica lontana dalla sua sensibilità orientale, si trasferisce all'"Opera Comique", dove inizia a riscuotere un grande successo come interprete di Alcesti, Cenerentola, Circe e in danze esotiche per le quali si ispira alle sue esperienze infantili. Quando ha 14 anni viene già considerata un'étoile. Balla anche alle "Folies Bergères" e, nel ruolo di Lisistrata, alle "Bouffes Parisiennes" e ottiene infine un clamoroso successo di fronte a 30.000 spettatori in occasione delle "Fêtes d'Orange". 

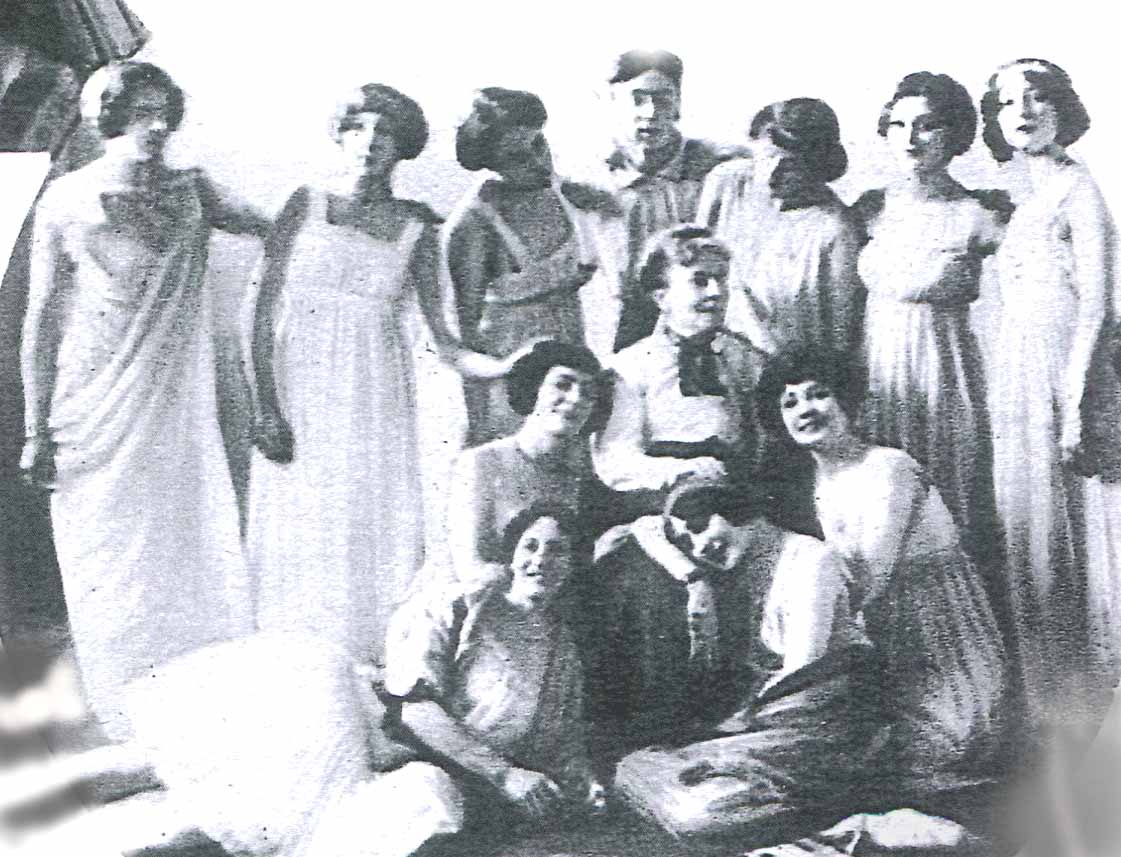
Ballerine dell'Opera comique - Parigi 1908. Stacia Napierkowska è la prima a destra

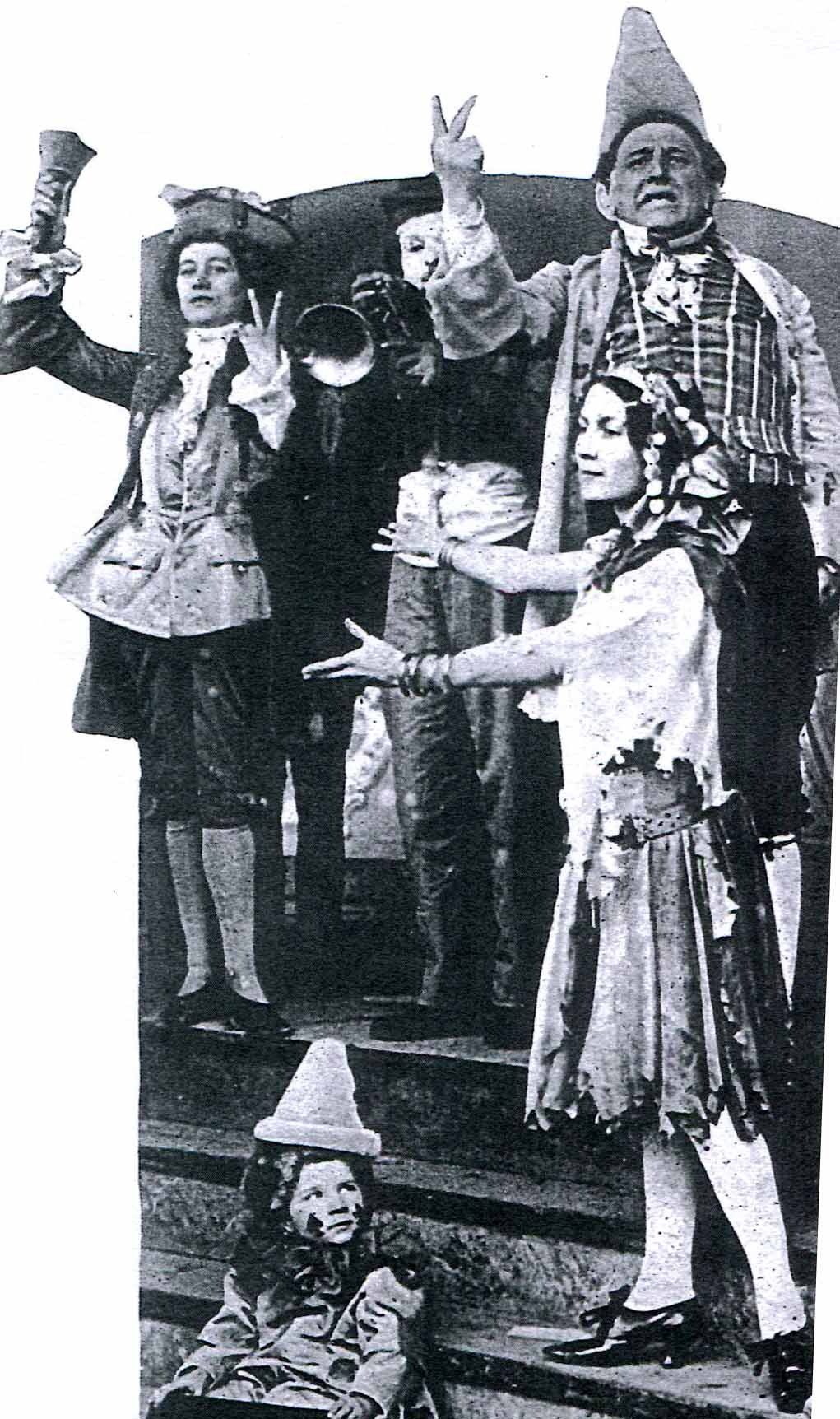
La Napierkowska (a destra) ne La fille du saltimbanque, suo secondo film

In questa occasione viene notata da André Antoine, fondatore del Théâtre-Libre, che la sceglie in sostituzione della sua precedente "primadonna",  Margaretha Zelle, in arte Mata Hari, da lui ritenuta troppo bizzosa. Con Antoine nel 1908 la Napierkowska danza al teatro "Odéon" in Anthar, di cui è autore il poeta siriano Chakrì_Ghanem, ottenendo ancor prima di compiere 17 anni un successo trionfale replicato nel corso di una tournée che tocca tutte le capitali europee, da Berlino a San Pietroburgo, per concludersi a Londra. Margaretha Zelle ricorrerà in tribunale contro la sua estromissione, ma la causa si trascinerà sino al 1911, e alla fine otterrà solo un modesto indennizzo.

### Passaggio al cinema
È sempre il 1908 quando nella carriera artistica della giovane danzatrice entra il cinematografo. Mistinguett, dopo averla vista a teatro, le propone di apparire accanto a lei come ballerina in una pellicola che sta per iniziare. Napierkowska accetta e gira così nell'autunno dello stesso anno, il suo primo film L'empreinte prodotto da "Pathé Frères". Tra il 1908 e il 1911 la sua attività si alterna tra la danza e il cinematografo, dove partecipa a circa una ventina di pellicole, ma prevalentemente in ruoli di danzatrice, tranne che in Cléopatre e Cagliostro. Nel 1909, lavorando con la "S.C.A.G.L.", una consociata della "Pathé", ottiene il suo primo grande successo sugli schermi, e non solo in Francia, con Notre-Dame de Paris. diretto da Albert Capellani, film insolitamente lungo per i tempi (810 metri, pari a circa 40 minuti), ricco di scenografie, di costumi e di comparse, tanto da risultare molto più costoso della media dei prodotti del periodo.

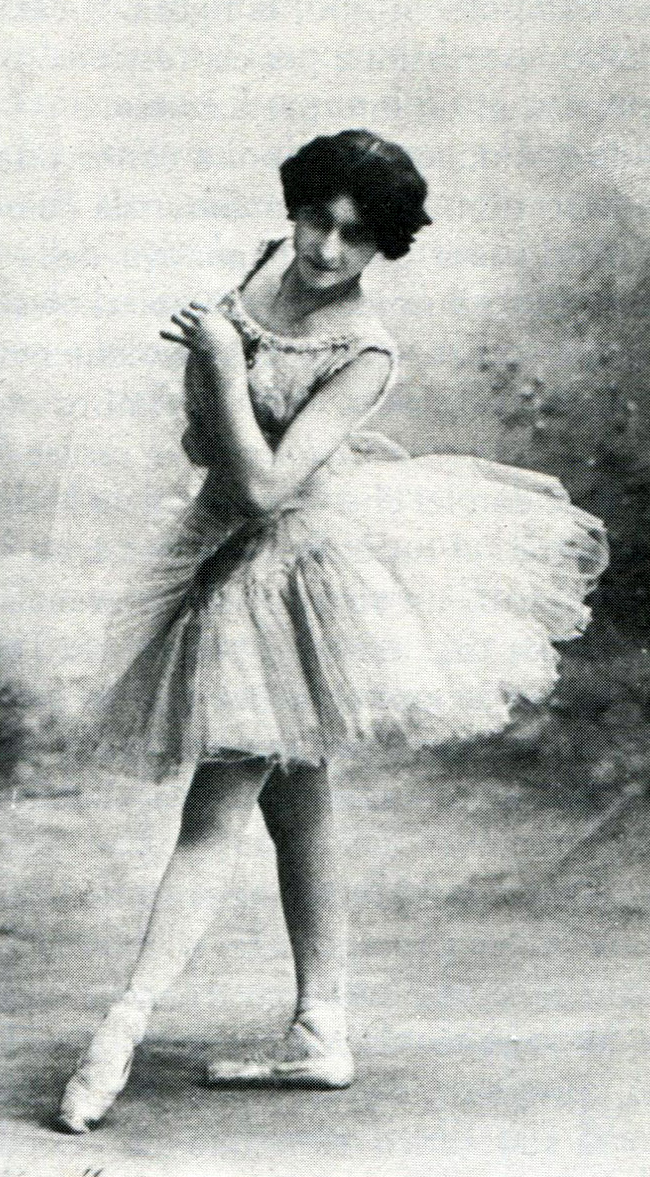
Stacia Napierkowska - danzatrice nel 1911

Il suo stile allusivo di danza le attira anche critiche poco lusinghiere a cui lei risponde con decisione: nel 1910 intenta una causa legale ad un giornale italiano che l'aveva definita "donna fatale" - cosa che lei ritiene ingiuriosa - ottenendo un risarcimento di 10.000 franchi.

### Successi internazionali
Ormai "vedette" di successo, la Napierkowska diventa una delle artiste più richieste e pagate del cinema francese, con "cachet" che sono appena inferiori a quelli di Mistinguette. Con l'apertura delle ribalte internazionali parte assieme a Max Linder per una lunga tournée spagnola, dove si esibisce a Barcellona in uno sketch comico dal titolo Le pédicure pour amour. Poi appare come danzatrice al Teatro Real di Madrid e gira un film El sello de oro, prodotto da una casa cinematografica catalana. In tutte queste occasioni ottiene un crescente successo, che le frutta richieste di ingaggio provenienti da molti paesi, tra cui gli Stati Uniti dove si reca all'inizio del 1914.
Debutta a New York nell'appena terminato Palace Theatre, dove interpreta una danza, La Captive, in cui è una principessa catturata da predoni arabi, costretta a danzare per loro in vesti succinte. La sua esibizione viene accolta con un diluvio di fischi, da cui fugge in lacrime, finché non le spiegano che quello è il modo americano di acclamare. Ma quando rientra in albergo trova un'ingiunzione a comparire davanti al giudice Lévy presso la West Side Court con l'accusa di aver violato l'articolo 1530 del codice penale con uno spettacolo indecente. Si difende appellandosi alla natura sempre trasgressiva e innovativa della danza, da Tersicore sino a Isadora Duncan, e alla fine viene assolta. Può quindi continuare la sua tournée americana, che durerà fino al marzo 1914. 

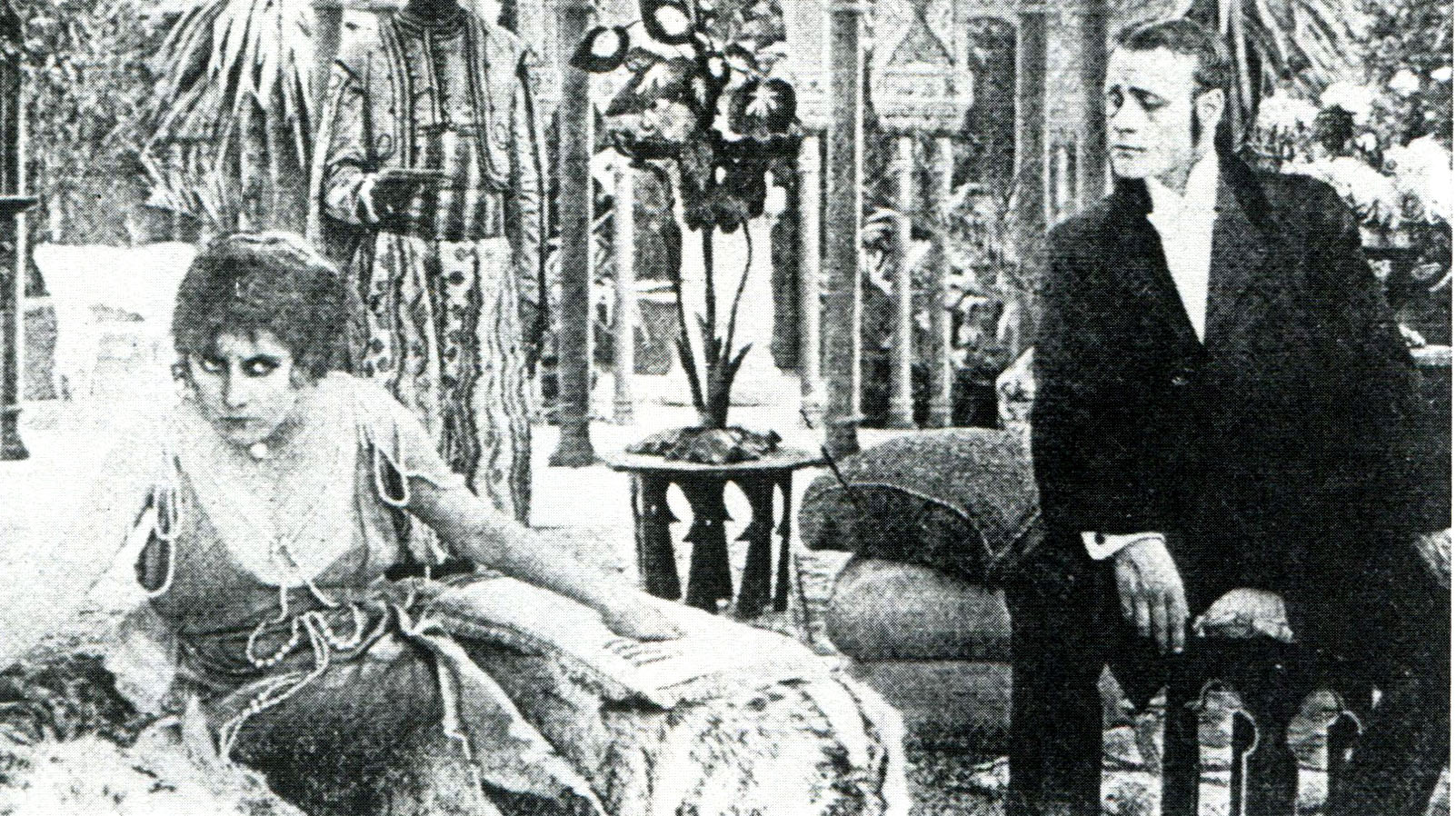
Foto di scena di un'immagine e due anime, uno dei film girati dalla Napierkowska durante il suo soggiorno italiano

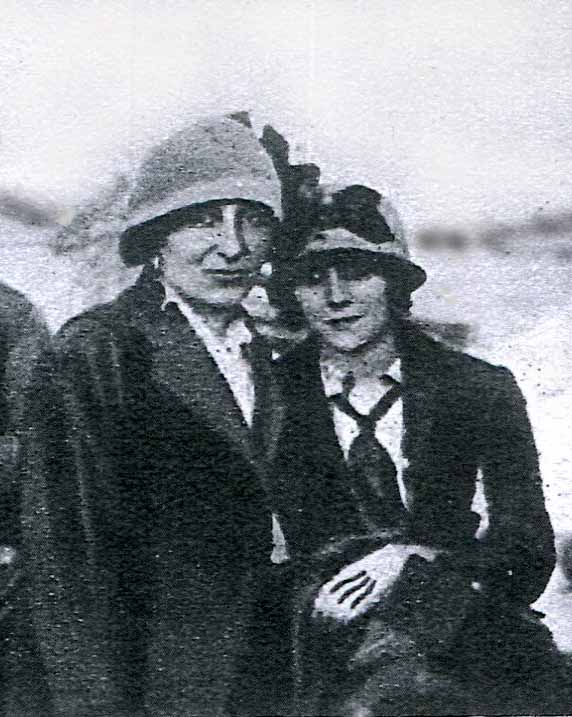
Germaine Dulac e Stacia Napierkowska - fotografate assieme in Italia nel 1917, poco prima del loro ritorno in Francia

### In Italia
Al suo rientro in Francia, fa appena in tempo a prender parte ad alcuni episodi del serial Les Vampires che scoppia la guerra. Pathé, che aveva posto la Napierkowska sotto contratto, viene a trovarsi nell'impossibilità di adempierlo a causa del richiamo di gran parte del personale. Decide pertanto di inviarla a lavorare in Italia, paese ancora neutrale, presso la sua consociata locale "Film d'Arte Italiana", dove opera Ugo Falena, che dirigerà la maggior parte dei film italiani dell'attrice-ballerina.
Il suo arrivo a Roma è principesco, con un seguito di domestiche, animali e bauli ricolmi di vestiti, ma la sua prima prova è deludente: viene diretta da Antonio Rasi in Scarpine rotte, che oltre ad essere accolto con freddezza dalla critica e a incontrare scarso successo commerciale, è anche all'origine di una delle tante cause legali per plagio, molto frequenti nel mondo cinematografico italiano (e in questo caso la "Film d'arte" soccombe).
Ma dopo questo primo infortunio, la carriera italiana della Napierkowska decolla e nei tre anni che resterà in Italia partecipa a circa 20 film girati a Roma, Siena, Perugia, Sorrento, Milano. Tra essi nel 1915 un Pierrot in cui trapela una voglia di concorrenza con la Bertini che l'anno precedente aveva interpretato con successo una Histoire d'un Pierrot, poi Effetti di luce, film del 1916 tratto da un soggetto di Lucio D'Ambra e La modella da un soggetto di Washington Borg.
Il suo ultimo film italiano è nel 1917 La tragica fine di Caligola, che, a detta della stessa attrice, è il più importante di tutti sia per la ricchezza delle scene sia per la bellezza dei paesaggi, Durante il suo periodo italiano la fama della Napierkowska è tale che viene chiamata anche a danzare davanti alla famiglia reale e lei stessa descriverà i suoi tre anni in Italia come «uno dei migliori ricordi della mia carriera cinematografica»

### Ritorno in Francia eL'Atlantide
Nel 1917 la giornalista e regista Germaine Dulac, da qualche tempo in Italia ospite della Napierkowska, la convince a tornare in Francia per interpretare un film da lei diretto di sapore "femminista" Venus victrix, opera dai molti titoli (L'uragano, Dans l'ouragan de la vie) ma dallo scarso successo. Poi per qualche anno l'attività dell'attrice si concentra esclusivamente sulla danza, con spettacoli in Francia ed all'estero nel corso dei quali riscuote continui successi.

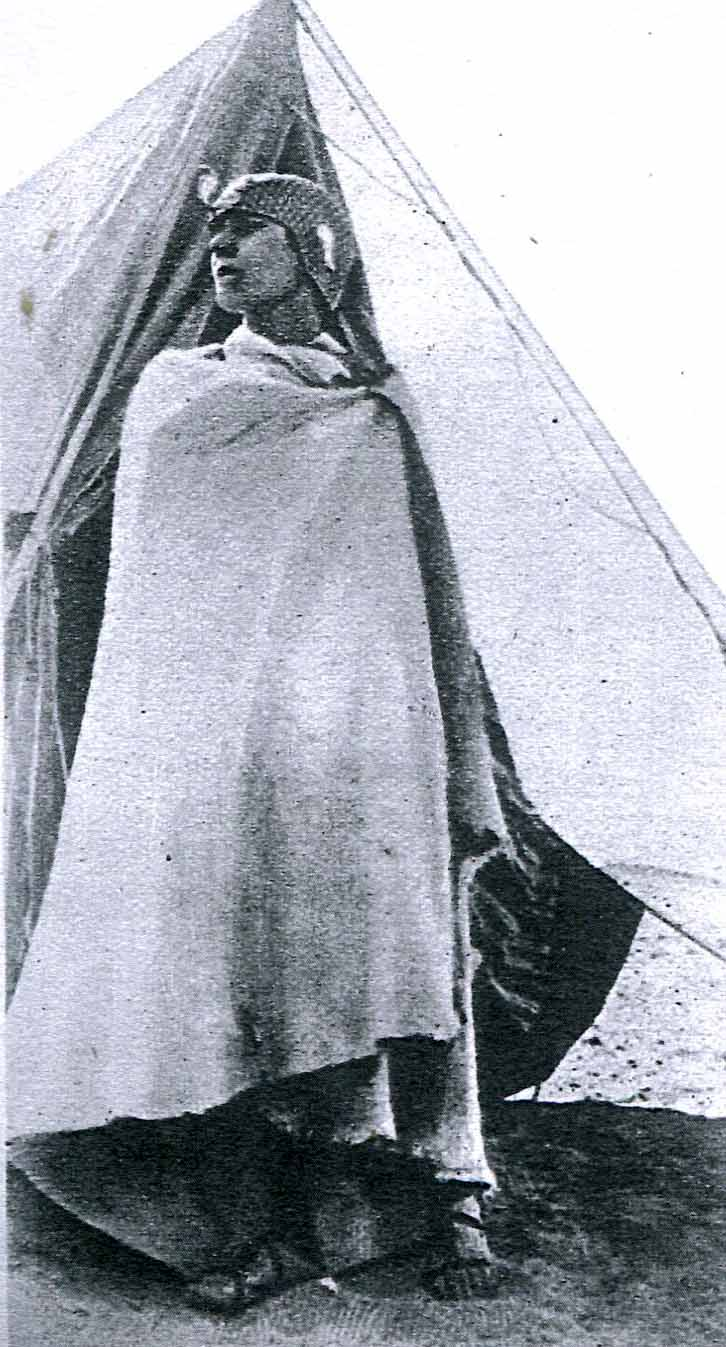
Stacia Napierkowska nel deserto durante le riprese di l'Atlantide (1921)

Nel 1920, durante uno di essi è ammirata dal regista Jacques Feyder, secondo il quale «esile come un filo, s'era fatta acclamare da tutta Parigi per la sua grazia, il suo stile e l'armonia del suo corpo efebico» ed è per questo che quando l'anno successivo egli viene incaricato di realizzare la trasposizione cinematografica de L'Atlantide propone il suo nome per il ruolo di Antinea, misteriosa regina della città perduta. Ma l'anno trascorso non è stato senza conseguenze. La Napierkowska è, nonostante l'ancor giovane età, notevolmente ingrassata e mostra un corpo appesantito inadatto al ruolo, il che costringerà sia il regista che i costumisti ad inventarsi ogni possibile marchingegno scenico per occultare il problema e a tentare in ogni modo di scoraggiare l'appetito che l'attrice non perde neanche nell'afoso clima sahariano in cui si gira il film. Nonostante questi inconvenienti,  l'Atlantide resta il film per cui è più nota, ma anche il suo "canto del cigno".

### Il ritiro e l'oblio
Infatti dopo il film di Feyder, le apparizioni della Napierkowska si riducono quasi a zero. Tornerà ancora nel deserto per partecipare (1922) a In'ch'Allah! (distribuito in Italia con il titolo de La vergine dell'Atlantide, scaltro tentativo dei distributori di sfruttare il successo del film di Feyder ). Poi, ormai impossibilitata per ragioni fisiche a proseguire con la danza, nella restante parte degli anni venti partecipa soltanto ad altri due film francesi (1925 e 1926), e in seguito si sposa e si ritira dal mondo dello spettacolo. Su di lei scende, a parte rari interventi pubblici (tra cui un suo articolo Comment je suis devenue danseuse pubblicato nel 1925 sul periodico femminile Eve), il silenzio.
Dopo essere stata acclamata in Francia e all'estero da affollate platee deliranti, negli anni trenta nessuno si ricorda più di lei. Quando nel maggio 1945 muore, ancor prima di compiere 54 anni, Parigi è in festa per la guerra appena finita con la sconfitta della Germania nazista, e nel momento della sua sepoltura nel Cimitero dei Batignolles, la notizia non appare neppure sui giornali. Soltanto 40 anni dopo due storici del cinema - il francese Henri Bousquet e l'italiano Vittorio Martinelli - sono riusciti a ricostruire, superando le difficoltà dovute alla dispersione nel tempo delle pellicole, l'attività svolta nei due Paesi dall'attrice - ballerina.

## Filmografia
- L'Empreinte ou La main rouge, regia di Henri Burguet - cortometraggio (1908)
- La figlia del saltimbanco (La fille du saltimbanque) (1908)
- Dans l'Hellade, regia di Charles Decroix (1909)
- Les fils du saltimbanque
- La pelle di zigrino (Peau de chagrin), regia di Albert Capellani (1909)
- Les Angoisses artistiques de Thélos (1909)
- Il capolavoro infranto (L'Œuvre de Jean Serval), regia di Michel Carré (1909)
- Del Rebbio (1909)
- Cleopatra (Cléopâtre),  regia di Ferdinand Zecca e Henri Andréani (1909)
- Le rival de Satan, regia di Gérard Bourgeois (1910)
- La sciarpa (L'Écharpe, titolo alternativo La complice), regia di Albert Capellani (1910)
- Cagliostro, regia di Camille de Morlhon (1910)
- Au temps des pharaons, regia di Gaston Velle (1910)
- Le Charme des fleurs, regia di Gaston Velle (1910)
- Roberto il taciturno (La Tragique Aventure de Robert le Taciturne, duc d'Aquitaine), regia di Ferdinand Zecca e Henri Andréani (1910)
- La zingara, regia di Albert Capellani (1910)
- David et Goliath, regia di Henri Andréani (1910)
- La Danseuse de Siva, regia di Albert Capellani (1911)
- Le tragique Amour di Mona Lisa - titolo alternativo La Joconde, regia di Albert Capellani (1911)
- Il pane degli uccellini (Le Pain des petits oiseaux), regia di Albert Capellani (1911)
- Il capolavoro (Le Chef-d'œuvre), regia di Georges Denola (1911)
- Sogno di una notte d'estate (Le songe d'une nuit d' été) (1911)
- Nostra Signora di Parigi (Notre-Dame de Paris), titolo alternativo Esmeralda, regia di Albert Capellani (1911)
- Il tulipano meraviglioso (La légende des tulipes d'or), (1912)
- Un Amour de la du Barry, regia di Camille de Morlhon (1912)
- Les martyrs de la vie, regia di René Leprince (1912) (episodio di Scène de la vie cruelle)
- Max prestigiatore (Max escamoteur, anche Le succès de la prestidigitation), regia di Max Linder (1912)
- Une nuit agitée, regia di Max Linder (1912)
- La Pipe d'opium, regia di René Leprince (1912) (episodio di Scène de la vie cruelle)
- Il miracolo dei fiori (Le Miracle des fleurs), regia di René Leprince (1912)
- Milord l'Arsouille (1912)
- Max pittore (Max peintre par amour), regia di Max Linder (1912)
- La Bien-aimée (1912)
- Reietto (Le reprouve), regia di Camille Lemonnier (1912)
- La febbre dell'oro (La Fièvre de l'or), regia di Ferdinand Zecca e René Leprince (film in 3 parti, Napierkowska appare solo nella seconda parte Le triomphe du veau d'or) (1912)
- La fuite de gaz, regia di Max Linder (1912)
- Viaggio di nozze (Voyage de noces en Espagne), regia di Max Linder (1912)
- Max si fa amare con successo (Amour tenace), regia di Max Linder (1912)

- Max sulle Alpi  (Max émule de Tartarin), regia di Max Linder (1912)
- Max fantino (Max jockey par amour) , regia di Max Linder (1913)
- Max torero (Max toréador), regia di Max Linder (1913)
- Troppo tardi (Un roman parisien), regia di Adrien Caillard (1913)
- Matrimonio d'amore (Le Mariage de l'amour) (1913)
- Il sigillo d'oro - titolo alternativo Fanatismo di una setta (El sello de oro), regia di José de Togorès (1914)
- La stella del genio (L'Étoile du génie), regia di Ferdinand Zecca e René Leprince (1914) (episodio di Scène de la vie cruelle)
- Scarpine rotte, regia di Antonio Rasi (1914)
- Il sogno di Giacobbe, regia di Ugo Falena (1914)
- Lo stratagemma di Stasià, regia di Ugo Falena (1914)
- L'ultima danza, regia di Gerolamo Lo Savio (1915)
- Il fantasma della felicità, regia di Ugo Falena  (1915)
- Un'immagine e due anime (1915)
- Il disinganno di Pierrot (1915)
- I cavalieri delle tenebre (Les Vampires), regia di Louis Feuillade (episodio:  Les Vampires e La bague qui tue) (1915)
- La figlia di Erodiade, regia di Ugo Falena (1916)
- Chiffonnette, regia di Ubaldo Pittei (1916)
- Effetti di luce, regia di Ercole Luigi Morselli e Ugo Falena (1916)
- Cuore e cuori, regia di Ugo Falena (1916)
- La misteriosa, regia di Ubaldo Pittei  (1916)
- La modella, regia di Ugo Falena (1916)
- Il ritorno della mamma, regia di Ugo Falena (1916)
- La pupilla, regia di Ugo Falena (1916)
- Sabina, regia di Elio Gioppo (1917)
- La seconda moglie, regia di Elio Gioppo (1917)
- Il conclave (1917)
- La tragica fine di Caligola, titolo alternativo Dementia Caligulae imperatoris, regia di Ugo Falena (1917)
- Bufere della vita (anche Dans l'ouragan de la vie oppure Venus victrix), regia di Germaine Dulac (1917)
- L'Héritière de la manade, cortometraggio diretto da lei stessa (1917)
- L'Atlantide, regia di Jacques Feyder (1921)
- La Douloureuse Comédie, regia di Théo Bergerat (1921)
- Il cuore di Mietta (La Fille de Camargue), regia di Henri Etiévant (1921)
- La vergine dell'Atlantide (Inch'Allah), regia di Frantz Toussaint (1922)
- Les frères Zemganno, regia di Alberto-Francis Bertoni (1925)
- Le berceau de Dieu, regia di Fred Leroy-Granville (1926)